# 米羅斯拉夫·博格薩維奇
米羅斯拉夫·博格薩維奇（1996年10月14日—）是一位塞爾維亞足球運動員。在場上的位置是左後衛。現效力於俄羅斯足球超級聯賽球隊艾卡馬特 。他也代表塞爾維亞各級國青隊參賽。